# ESL Pro League Season 6
Die ESL Pro League Season 6 (kurz EPL Season 6) ist die sechste Saison der von der ESL veranstalteten ESL Pro League. Sie startete am 22. August 2017 und endete mit dem Offline-Finale zwischen FaZe Clan und SK Gaming am 10. Dezember 2017 in Odense, welches SK Gaming gewann. Dabei wurden insgesamt 1 Million US-Dollar an Preisgeld ausgeschüttet.

## Format
Es wurde zunächst auf jedem Kontinent in einer Double-Round-Robin Online-Meisterschaft um den Einzug in das Offline Finale gespielt. Dabei nahmen die elf besten Teams der fünften Saison teil sowie der Sieger der ESEA Premier Season 24 und zwei Teams aus der ESL Pro League Season 5-Relegation. Während der regulären Saison spielte jedes Team zweimal in einem Best-of-one-Duell gegeneinander, wobei der Sieger drei Punkte und der Verlierer keine Punkte erhielt. Neu in dieser Saison war eine Regelung bezüglich der Verlängerung, welche bei einem Unentschieden das Spiel um jeweils sechs Runden verlängerte. Dabei bekam der Sieger zwei Punkte und der Verlierer einen Punkt. In der Tabelle wurde ein Spiel, das in Verlängerung entschieden wurde, bezüglich der Rundenstatstik (R+, R-) immer als 16:15 für den Sieger der Verlängerung gewertet.
Die sechs besten Teams jeder Division durften am Finale teilnehmen, welches vom 5. Dezember bis 10. Dezember 2017 in Odense stattgefunden hat. Teams zwischen den Plätzen sieben und elf verpassten den Einzug in das Finale, qualifizierten sich aber für die nächste Saison. Der zwölft- und dreizehntplatzierte musste in der Relegation gegen den zweit- und drittplatzierten der ESEA Premier Season 26 ihrer jeweiligen Region antreten, der letztplatzierte stieg automatisch in die ESEA Premier Season 27 ab.

## EU League
Als Gewinner der ESEA Premier Season 24 konnte sich GODSENT direkt für die EPL Season 6 qualifizieren. BIG konnte sich durch einen Sieg in der Relegation erstmals qualifizieren, HellRaisers gelang ebenfalls ein Sieg in der Relegation und bleibt damit höchstklassig. Neben dem Fixabsteiger Team Kinguin ist auch Virtus.pro in dieser Saison durch zwei Niederlagen in der Relegation nicht mehr mit dabei.
Der Gewinner der Vorsaison, G2 Esports, wurde noch am letzten Spieltag von HellRaisers eingeholt und hat damit den Einzug in die Playoffs verpasst. Die anderen Playoff-Teilnehmer aus Europa lauteten fnatic, North, FaZe Clan, Astralis und Ninjas in Pyjamas. Die deutschen Liganeulinge BIG wurden am vorletzten Spieltag im direkten Duell gegen Natus Vincere noch auf den letzten Platz verdrängt und stiegen damit direkt in die ESEA Season 27 ab. GODSENT und Natus Vincere mussten sich in der Relegation beweisen.

### EU Tabelle
| Rang | Team | Sp. | S | N | S n. V. | N n. V. | R+ | R- | Diff. | Punkte | Preisgeld |
| --- | --- | --- | --- | --- | --- | --- | --- | --- | --- | --- | --- |
| 01. | fnatic | 26 | 16 | 5 | 2 | 3 | 375 | 291 | +84 | 55 | - |
| 02. | North (M) | 26 | 16 | 7 | 2 | 1 | 365 | 317 | +48 | 53 | - |
| 03. | FaZe Clan | 26 | 15 | 9 | 0 | 2 | 360 | 281 | +79 | 47 | - |
| 04. | Astralis | 26 | 14 | 9 | 2 | 1 | 348 | 305 | +43 | 47 | - |
| 05. | Ninjas in Pyjamas | 26 | 11 | 10 | 4 | 1 | 350 | 323 | +27 | 42 | - |
| 06. | HellRaisers (R) | 26 | 13 | 11 | 0 | 2 | 342 | 328 | +14 | 41 | - |
| 07. | G2 Esports | 26 | 11 | 11 | 2 | 2 | 342 | 328 | +14 | 39 | 27.000 $ |
| 08. | Team EnVyUs | 26 | 11 | 12 | 1 | 2 | 331 | 357 | −26 | 37 | 23.000 $ |
| 09. | mousesports | 26 | 10 | 13 | 2 | 1 | 330 | 341 | −11 | 35 | 19.000 $ |
| 10. | Heroic | 26 | 10 | 12 | 1 | 3 | 331 | 364 | −33 | 35 | 17.500 $ |
| 11. | Team LDLC | 26 | 8 | 13 | 3 | 2 | 300 | 367 | −67 | 32 | 15.000 $ |
| 12. | Natus Vincere | 26 | 8 | 14 | 2 | 2 | 337 | 361 | −24 | 30 | 11.500 $ |
| 13. | GODSENT (N) | 26 | 8 | 15 | 1 | 2 | 306 | 370 | −64 | 28 | 8.000 $ |
| 14. | BIG (R) | 24 | 6 | 16 | 3 | 1 | 299 | 374 | −75 | 25 | 4.000 $ |
| Legende:  Qualifikation für die Offline-Finals  Teilnahme an den Relegationsspielen  Absteiger in die Mountain Dew League S n.V.: Sieg nach Verlängerung N n.V.: Niederlage nach Verlängerung | Legende:  Qualifikation für die Offline-Finals  Teilnahme an den Relegationsspielen  Absteiger in die Mountain Dew League S n.V.: Sieg nach Verlängerung N n.V.: Niederlage nach Verlängerung | Legende:  Qualifikation für die Offline-Finals  Teilnahme an den Relegationsspielen  Absteiger in die Mountain Dew League S n.V.: Sieg nach Verlängerung N n.V.: Niederlage nach Verlängerung | (M) Meister der ESL Pro League Season 5 EU Division: North (R) Teilnahme nach EPL Season 5-Relegation: BIG, HellRaisers (N) Sieger der ESEA EU Premier Season 24: GODSENT | (M) Meister der ESL Pro League Season 5 EU Division: North (R) Teilnahme nach EPL Season 5-Relegation: BIG, HellRaisers (N) Sieger der ESEA EU Premier Season 24: GODSENT | (M) Meister der ESL Pro League Season 5 EU Division: North (R) Teilnahme nach EPL Season 5-Relegation: BIG, HellRaisers (N) Sieger der ESEA EU Premier Season 24: GODSENT | (M) Meister der ESL Pro League Season 5 EU Division: North (R) Teilnahme nach EPL Season 5-Relegation: BIG, HellRaisers (N) Sieger der ESEA EU Premier Season 24: GODSENT | (M) Meister der ESL Pro League Season 5 EU Division: North (R) Teilnahme nach EPL Season 5-Relegation: BIG, HellRaisers (N) Sieger der ESEA EU Premier Season 24: GODSENT | (M) Meister der ESL Pro League Season 5 EU Division: North (R) Teilnahme nach EPL Season 5-Relegation: BIG, HellRaisers (N) Sieger der ESEA EU Premier Season 24: GODSENT | (M) Meister der ESL Pro League Season 5 EU Division: North (R) Teilnahme nach EPL Season 5-Relegation: BIG, HellRaisers (N) Sieger der ESEA EU Premier Season 24: GODSENT | (M) Meister der ESL Pro League Season 5 EU Division: North (R) Teilnahme nach EPL Season 5-Relegation: BIG, HellRaisers (N) Sieger der ESEA EU Premier Season 24: GODSENT | (M) Meister der ESL Pro League Season 5 EU Division: North (R) Teilnahme nach EPL Season 5-Relegation: BIG, HellRaisers (N) Sieger der ESEA EU Premier Season 24: GODSENT |

### EU Kreuztabelle
| EU League | EU League         | North | G2 Esports | mousesports | fnatic | Natus Vincere | Team EnVyUs | FaZe Clan | Astralis | Heroic | Ninjas in Pyjamas | Team LDLC | HellRaisers | BIG   | GODSENT |
| 1.        | North             |       | 16:7       | 16:12       | 19:16  | 17:19         | 16:6        | 4:16      | 10:16    | 12:16  | 16:5              | 16:12     | 16:9        | 16:8  | 8:16    |
| 2.        | G2 Esports        | 16:9  |            | 16:7        | 9:16   | 19:16         | 9:16        | 3:16      | 16:9     | 16:10  | 14:16             | 17:19     | 10:16       | 14:16 | 16:11   |
| 3.        | mousesports       | 14:16 | 25:22      |             | 1:16   | 16:12         | 16:10       | 16:9      | 5:16     | 13:16  | 6:16              | 12:16     | 16:6        | 22:20 | 16:6    |
| 4.        | fnatic            | 17:19 | 16:11      | 16:10       |        | 5:16          | 16:9        | 16:12     | 16:4     | 16:13  | 17:19             | 16:6      | 10:16       | 16:11 | 11:16   |
| 5.        | Natus Vincere     | 8:16  | 14:16      | 11:16       | 9:16   |               | 16:5        | 22:19     | 4:16     | 10:16  | 16:9              | 16:14     | 13:16       | 16:12 | 16:9    |
| 6.        | Team EnVyUs       | 13:16 | 16:13      | 16:11       | 10:16  | 16:14         |             | 12:16     | 9:16     | 10:16  | 16:12             | 22:25     | 16:14       | 16:4  | 16:13   |
| 7.        | FaZe Clan         | 12:16 | 16:12      | 16:14       | 7:16   | 16:6          | 16:7        |           | 16:14    | 12:16  | 16:7              | 16:0 1    | 10:16       | 10:16 | 16:4    |
| 8.        | Astralis          | 16:10 | 6:16       | 12:16       | 8:16   | 19:15         | 6:16        | 19:15     |          | 16:6   | 16:6              | 16:11     | 10:16       | 16:19 | 8:16    |
| 9.        | Heroic            | 11:16 | 14:16      | 12:16       | 16:19  | 16:14         | 9:16        | 4:16      | 12:16    |        | 9:16              | 19:17     | 16:14       | 1:16  | 16:10   |
| 10.       | Ninjas in Pyjamas | 12:16 | 16:13      | 2:16        | 16:4   | 16:13         | 19:15       | 16:6      | 14:16    | 25:21  |                   | 14:16     | 16:6        | 16:4  | 14:16   |
| 11.       | Team LDLC         | 9:16  | 5:16       | 16:11       | 4:16   | 10:16         | 16:8        | 0:16 1    | 3:16     | 6:16   | 19:17             |           | 14:16       | 16:12 | 16:9    |
| 12.       | HellRaisers       | 16:9  | 13:16      | 16:10       | 17:19  | 16:5          | 16:19       | 16:12     | 10:16    | 8:16   | 5:16              | 8:16      |             | 11:16 | 16:2    |
| 13.       | BIG               | 9:16  | 12:16      | 7:16        | 9:16   | 11:16         | 13:16       | 8:16      | 6:16     | 19:15  | 7:16              | 25:22     | 7:16        |       | 16:8    |
| 14.       | GODSENT           | 12:16 | 15:19      | 19:16       | 16:12  | 16:14         | 16:10       | 10:16     | 9:16     | 16:9   | 16:19             | 8:16      | 8:16        | 13:16 |         |

## NA League
In der amerikanischen Division sind Splyce sowie Ghost Gaming und Rogue neu dabei. In der Relegation der EPL Season 5 setzte sich zunächst die Enigma6 Group durch, in Folge wechselte der Großteil der Mannschaft aber zu Rogue, die nun stattdessen an EPL Season 6 teilnehmen. OpTic Gaming führte in der Offseason mehrere Kaderänderungen durch, dadurch kommt nun das gesamte Team aus Europa. Dies kollidiert mit dem Regelwerk der EPL, die in Folge unter Androhung einer Disqualifikation eine Erklärung der Mannschaft forderte. Die offizielle Entscheidung der ESL sieht einen „major penalty point“ vor, damit wird OpTic Gaming 10 % des gewonnenen Preisgeldes abgezogen, wobei dies auf die anderen Teams aufgeteilt wird.
Durch ein Nicht-Antreten der brasilianischen Favoriten von SK Gaming in den letzten beiden Saisonspielen, beendete OpTic Gaming die Saison als Erstplatzierter mit SK Gaming direkt dahinter. Weiters konnten sich Team Liquid, Misfits, NRG eSports und Luminosity Gaming die Playoff-Plätze sichern. Ghost Gaming stand schon früh als Fixabsteiger fest, Rogue schon früh als sicherer Teilnehmer an der Relegation. Immortals spielten ihre letzten vier Saisonspiele von Brasilien aus, hatten einen dementsprechend hohen Ping auf den amerikanischen Servern und verloren alle vier Spiele klar. Damit rutschten sie am letzten Spieltag noch auf einen Relegationsplatz ab.

### NA Tabelle
| Rang | Team | Sp. | S | N | S n. V. | N n. V. | R+ | R- | Diff. | Punkte | Preisgeld |
| --- | --- | --- | --- | --- | --- | --- | --- | --- | --- | --- | --- |
| 01. | OpTic Gaming | 26 | 20 | 6 | 0 | 0 | 372 | 265 | +107 | 60 | - |
| 02. | SK Gaming (M) | 26 | 18 | 7 | 0 | 1 | 347 | 280 | +67 | 55 | - |
| 03. | Team Liquid | 26 | 14 | 9 | 3 | 0 | 353 | 307 | +46 | 48 | - |
| 04. | Misfits | 26 | 15 | 9 | 0 | 2 | 340 | 329 | +11 | 47 | - |
| 05. | NRG eSports | 26 | 14 | 9 | 2 | 1 | 356 | 267 | +89 | 47 | - |
| 06. | Luminosity Gaming | 26 | 13 | 11 | 2 | 0 | 330 | 305 | +25 | 43 | - |
| 07. | Counter Logic Gaming | 26 | 12 | 10 | 2 | 2 | 343 | 337 | +6 | 42 | 27.000 $ |
| 08. | Cloud 9 | 26 | 13 | 12 | 1 | 0 | 347 | 310 | +37 | 41 | 23.000 $ |
| 09. | Renegades | 26 | 9 | 12 | 3 | 2 | 347 | 340 | +7 | 35 | 19.000 $ |
| 10. | Splyce (N) | 26 | 10 | 13 | 1 | 2 | 287 | 329 | −42 | 34 | 17.500 $ |
| 11. | compLexity | 26 | 10 | 14 | 1 | 1 | 333 | 356 | −23 | 33 | 15.000 $ |
| 12. | Immortals | 26 | 9 | 15 | 0 | 2 | 272 | 346 | −74 | 29 | 11.500 $ |
| 13. | Rogue(R) | 26 | 4 | 17 | 2 | 3 | 297 | 395 | −98 | 19 | 8.000 $ |
| 14. | Ghost Gaming (R) | 26 | 4 | 21 | 0 | 1 | 246 | 404 | −158 | 13 | 4.000 $ |
| Legende: Qualifikation für die Offline-Finals Teilnahme an den Relegationsspielen  Absteiger in die Mountain Dew League S n.V.: Sieg nach Verlängerung N n.V.: Niederlage nach Verlängerung | Legende: Qualifikation für die Offline-Finals Teilnahme an den Relegationsspielen  Absteiger in die Mountain Dew League S n.V.: Sieg nach Verlängerung N n.V.: Niederlage nach Verlängerung | Legende: Qualifikation für die Offline-Finals Teilnahme an den Relegationsspielen  Absteiger in die Mountain Dew League S n.V.: Sieg nach Verlängerung N n.V.: Niederlage nach Verlängerung | (M) Meister der ESL Pro League Season 5: SK Gaming (R) Teilnahme nach EPL Season 5-Relegation: Ghost Gaming, Rogue (N) Sieger der ESEA NA Premier Season 24: Splyce | (M) Meister der ESL Pro League Season 5: SK Gaming (R) Teilnahme nach EPL Season 5-Relegation: Ghost Gaming, Rogue (N) Sieger der ESEA NA Premier Season 24: Splyce | (M) Meister der ESL Pro League Season 5: SK Gaming (R) Teilnahme nach EPL Season 5-Relegation: Ghost Gaming, Rogue (N) Sieger der ESEA NA Premier Season 24: Splyce | (M) Meister der ESL Pro League Season 5: SK Gaming (R) Teilnahme nach EPL Season 5-Relegation: Ghost Gaming, Rogue (N) Sieger der ESEA NA Premier Season 24: Splyce | (M) Meister der ESL Pro League Season 5: SK Gaming (R) Teilnahme nach EPL Season 5-Relegation: Ghost Gaming, Rogue (N) Sieger der ESEA NA Premier Season 24: Splyce | (M) Meister der ESL Pro League Season 5: SK Gaming (R) Teilnahme nach EPL Season 5-Relegation: Ghost Gaming, Rogue (N) Sieger der ESEA NA Premier Season 24: Splyce | (M) Meister der ESL Pro League Season 5: SK Gaming (R) Teilnahme nach EPL Season 5-Relegation: Ghost Gaming, Rogue (N) Sieger der ESEA NA Premier Season 24: Splyce | (M) Meister der ESL Pro League Season 5: SK Gaming (R) Teilnahme nach EPL Season 5-Relegation: Ghost Gaming, Rogue (N) Sieger der ESEA NA Premier Season 24: Splyce | (M) Meister der ESL Pro League Season 5: SK Gaming (R) Teilnahme nach EPL Season 5-Relegation: Ghost Gaming, Rogue (N) Sieger der ESEA NA Premier Season 24: Splyce |

### NA Kreuztabelle
| NA League | NA League            | SK Gaming | Team Liquid | Immortals | NRG eSports | Cloud 9 | OpTic Gaming | Luminosity Gaming | Counter Logic Gaming | Renegades | Misfits | CompLexity Gaming | Splyce | Rogue | Ghost Gaming |
| 1.        | SK Gaming            |           | 12:16       | 16:12     | 16:11       | 16:11   | 0:16 3       | 16:4              | 16:7                 | 16:7      | 16:6    | 16:8              | 16:19  | 16:9  | 16:6         |
| 2.        | Team Liquid          | 3:16      |             | 16:4      | 12:16       | 2:16    | 6:16         | 16:10             | 16:6                 | 4:16      | 25:22   | 13:16             | 16:3   | 16:8  | 14:16        |
| 3.        | Immortals            | 16:8      | 16:14       |           | 4:16        | 16:5    | 10:16        | 0:16 2            | 10:16                | 16:19     | 9:16    | 12:16             | 3:16   | 14:16 | 16:6         |
| 4.        | NRG eSports          | 16:9      | 5:16        | 16:0      |             | 16:8    | 16:7         | 16:2              | 25:23                | 9:16      | 8:16    | 13:16             | 16:5   | 9:16  | 16:2         |
| 5.        | Cloud 9              | 9:16      | 13:16       | 16:3      | 16:13       |         | 9:16         | 11:16             | 12:16                | 16:7      | 16:11   | 16:14             | 16:4   | 19:15 | 16:6         |
| 6.        | OpTic Gaming         | 16:0 3    | 16:13       | 4:16      | 16:3        | 16:10   |              | 9:16              | 14:16                | 16:14     | 16:14   | 16:13             | 16:12  | 16:12 | 16:5         |
| 7.        | Luminosity Gaming    | 12:16     | 13:16       | 16:6      | 5:16        | 2:16    | 5:16         |                   | 25:23                | 16:8      | 14:16   | 16:8              | 16:4   | 19:15 | 16:6         |
| 8.        | Counter Logic Gaming | 16:3      | 11:16       | 16:6      | 16:14       | 16:11   | 1:16         | 16:9              |                      | 19:17     | 8:16    | 10:16             | 4:16   | 16:13 | 16:4         |
| 9.        | Renegades            | 13:16     | 12:16       | 11:16     | 7:16        | 16:11   | 16:8         | 14:16             | 16:14                |           | 25:22   | 16:10             | 4:16   | 19:16 | 14:16        |
| 10.       | Misfits              | 16:12     | 4:16        | 9:16      | 6:16        | 16:13   | 16:10        | 16:14             | 9:16                 | 7:16      |         | 16:7              | 16:8   | 16:8  | 16:14        |
| 11.       | CompLexity           | 12:16     | 22:25       | 9:16      | 22:19       | 14:16   | 14:16        | 13:16             | 16:14                | 7:16      | 16:4    |                   | 3:16   | 16:14 | 10:16        |
| 12.       | Splyce               | 0:16      | 17:19       | 16:5      | 16:19       | 1:16    | 14:16        | 6:16              | 16:14                | 1:16      | 14:16   | 8:16              |        | 16:9  | 16:9         |
| 13.       | Rogue                | 9:16      | 8:16        | 19:17     | 6:16        | 14:16   | 4:16         | 11:16             | 10:16                | 19:16     | 5:16    | 9:16              | 14:16  |       | 16:8         |
| 14.       | Ghost Gaming         | 13:16     | 9:16        | 8:16      | 4:16        | 12:16   | 10:16        | 3:16              | 21:25                | 16:14     | 8:16    | 11:16             | 9:16   | 14:16 |              |

## Offline-Finals
Die Offline-Finals werden von 5. Dezember 2017 bis 10. Dezember 2017 in der Arena Fyn in Odense und damit erstmals in Dänemark stattfinden.

### Gruppenphase
Die sechs besten Teams beider Divisionen werden in zwei Gruppen aufgeteilt, in welcher sie einmal gegen jeden Gegner antreten werden. Die drei besten Teams jeder Gruppe steigen in die Play-offs auf, wobei die beiden Erstplatzierten direkt ins Semifinale aufsteigen, die Zweit- und Drittplatzierten steigen ins Viertelfinale auf. Viertel- und Halbfinale werden in einem Best-of-three entschieden, im Finale wird mittels Best-of-five der EPL Season 6-Sieger bestimmt. Beim einteilen der beiden Gruppen wurde erstmals ein Wahlverfahren eingesetzt, bei dem die Mannschaften beginnend mit den Divisionssiegern, je eine Mannschaft bestimmen durften, die in der anderen Gruppe spielen soll. fnatic als Divisionssieger jener Region, welche die EPL Season 5 gewann, wählte Gruppe Gelb und durfte damit auch als erstes eine Mannschaft in Gruppe Rot setzen. Folgende Aufteilung der teilnehmenden Teams (mit Saisonplatzierung in Klammer) ergab sich dadurch:
| Gruppe Gelb               | Gruppe Rot                |
| ------------------------- | ------------------------- |
| fnatic (EU #1)            | OpTic Gaming (NA #1)      |
| FaZe Clan (EU #3)         | SK Gaming (NA #2)         |
| Astralis (EU #4)          | North (EU #2)             |
| Team Liquid (NA #3)       | Ninjas in Pyjamas (EU #5) |
| HellRaisers (EU #6)       | Misfits (NA #4)           |
| Luminosity Gaming (NA #6) | NRG eSports (NA #5)       |

#### Gruppe Gelb
| Team 1            | - | Team 2            | Ergebnis | Map |
| ----------------- | - | ----------------- | -------- | --- |
| Fnatic            | – | FaZe Clan         | 19:15    | inf |
| Luminosity Gaming | – | HellRaisers       | 25:23    | cch |
| Astralis          | – | Team Liquid       | 20:22    | mrg |
| Fnatic            | – | HellRaisers       | 5:16     | inf |
| FaZe Clan         | – | Team Liquid       | 16:14    | mrg |
| Astralis          | – | Luminosity Gaming | 16:11    | trn |
| Fnatic            | – | Luminosity Gaming | 16:13    | cbl |
| HellRaisers       | – | Team Liquid       | 16:4     | inf |
| FaZe Clan         | – | Astralis          | 16:5     | mrg |
| Fnatic            | – | Team Liquid       | 22:18    | mrg |
| HellRaisers       | – | Astralis          | 16:13    | ovp |
| FaZe Clan         | – | Luminosity Gaming | 16:12    | trn |
| FaZe Clan         | – | HellRaisers       | 16:7     | ovp |
| Fnatic            | – | Astralis          | 16:7     | inf |
| Luminosity Gaming | – | Team Liquid       | 16:4     | cch |

Der erste Spieltag war voller Überraschungen, als fnatic die Gruppenphase mit einem Sieg nach Verlängerung gegen Favorit FaZe Clan begann. Auch zwischen Luminosity Gaming und den HellRaisers wurde erst in einer dreifachen Verlängerung die Entscheidung zugunsten den Brasilianern gefunden. Der erste Auftritt des heimischen Teams Astralis endete mit einer knappen Niederlage nach doppelter Verlängerung, während fnatic eine klare Niederlage gegen HellRaiseres einstecken mussten. Zwischen Faze Clan und Team Liquid sah es lange Zeit nach der zweiten Niederlage des europäischen Star-Teams aus, doch ein spätes Comeback sicherte FaZe den ersten Sieg des Turniers. Auch Astralis sicherte sich den ersten Sieg, Luminosity Gaming unterlag 11:16. Der erste Spieltag der gelben Gruppe endete mit zwei europäischen Siegern, fnatic bezwang Luminosity Gaming und HellRaisers gewannen gegen Team Liquid. Der Tabellenstand nach Spieltag eins barg damit durchaus Überraschungen, HellRaisers an der Spitze vor fnatic und Astralis auf den Viertelfinal-Plätzen, FaZe Clan, Luminosity Gaming und Team Liquid bekleideten die letzten drei Plätze und wären damit ausgeschieden gewesen. Trotzdem war dies eine spannende Ausgangslage für den zweiten Spieltag, da praktisch alle Teams Chancen auf einen Playoff-Platz hatten.
Der zweite Spieltag begann mit dem Spitzenspiel zwischen FaZe und Astralis, das FaZe auf de_mirage klar mit 16:5 für sich entscheiden konnte. Parallel dazu versuchte Team Liquid seine letzte Chance auf einen Einzug in die Playoffs zu nutzen, musste aber nach doppelter Verlängerung gegen fnatic eine bittere 18:22-Niederlage einstecken. Das europäische Team HellRaisers konnte seine starke Performance vom ersten Tag auch in seinem ersten Spiel am zweiten Tag fortsetzen und besiegte Astralis mit 16:13, deren Playoff-Chancen damit zunehmend geringer wurden. HellRaisers hingegen war nun die Playoff-Teilnahme sicher, ebenso wie FaZe die gegen Luminosity Gaming mit 16:12 gewinnen konnten und den Brasilianern damit der Chancen auf die Playoffs beraubten. Den Kampf um den dritten Tabellenplatz konnte das schwedische Team von fnatic gegen Astralis auf de_inferno klar mit 16:7 für sich entscheiden. Damit standen nun alle Teilnehmer der KO-Phase fest, das direkte Ticket in das Semifinale sicherte sich FaZe im direkten Duell gegen HellRaisers.
| Rang | Team              | S | S. n. V. | N. n. V. | N | R+ | R- | R±  | Pkt. |
| ---- | ----------------- | - | -------- | -------- | - | -- | -- | --- | ---- |
| 1    | FaZe Clan         | 4 | 0        | 1        | 0 | 79 | 54 | +25 | 13   |
| 2    | HellRaisers       | 3 | 0        | 1        | 1 | 70 | 54 | +16 | 10   |
| 3    | Fnatic            | 2 | 2        | 0        | 1 | 79 | 66 | +13 | 10   |
| 4    | Luminosity Gaming | 1 | 1        | 0        | 3 | 68 | 67 | −1  | 5    |
| 5    | Astralis          | 1 | 0        | 1        | 3 | 56 | 75 | −19 | 4    |
| 6    | Team Liquid       | 0 | 1        | 1        | 2 | 49 | 63 | −14 | 3    |

#### Gruppe Rot
| Team 1            | - | Team 2            | Ergebnis | Map |
| ----------------- | - | ----------------- | -------- | --- |
| North             | – | SK Gaming         | 7:16     | ovp |
| NRG eSports       | – | Misfits           | 11:16    | ovp |
| Ninjas in Pyjamas | – | OpTic Gaming      | 16:14    | cbl |
| North             | – | Misfits           | 9:16     | cbl |
| SK Gaming         | – | OpTic Gaming      | 14:16    | mrg |
| NRG eSports       | – | Ninjas in Pyjamas | 16:14    | ovp |
| North             | – | NRG eSports       | 9:16     | mrg |
| Misfits           | – | OpTic Gaming      | 10:16    | ovp |
| SK Gaming         | – | Ninjas in Pyjamas | 16:9     | ovp |
| North             | – | OpTic Gaming      | 16:11    | ovp |
| Misfits           | – | Ninjas in Pyjamas | 16:13    | ovp |
| SK Gaming         | – | NRG eSports       | 16:9     | cch |
| SK Gaming         | – | Misfits           | 16:7     | cch |
| North             | – | Ninjas in Pyjamas | 15:19    | inf |
| NRG eSports       | – | OpTic Gaming      | 3:16     | cbl |

In der roten Gruppe gab es einen Favoritensieg zu Beginn des Turniers, SK Gaming bezwang die Lokalmatadoren von North klar mit 16:7, im rein nordamerikanischen Duell zwischen Misfits und NRG sicherten sich Erstere den Auftaktsieg. Der Sieger der nordamerikanischen Division OpTic musste gegen die Ninjas in Pyjamas mit einer knappen Niederlage das Turnier beginnen, North kassierte gegen Misfits bereits die zweite Niederlage die zudem recht klar 9:16 ausfiel. Im amerikanischen Spitzenduell zwischen SK und OpTic behielten die Nordamerikaner knapp die Überhand und gewannen 16:14, NRG sicherte sich im zweiten Spiel des Turniers den ersten Sieg gegen die Ninjas in Pyjamas. Den Abschluss des ersten Tages bildete ein Sieg von NRG über North und ein 16:10-Sieg von Optic über Misfits. Die Teilnehmer der nordamerikanischen Division dominierten den ersten Spieltag klar, punktegleich an der Spitze mit jeweils zwei Siegen und einer Niederlage standen Misfits, OpTic und NRG. Erst dahinter in der unteren Tabellenhälfte fanden sich SK und NiP mit jeweils drei Punkten, punktelos am Ende der Tabelle fand sich das dänische Team North, die damit schon praktisch chancenlos für einen Playoff-Platz waren.
Der zweite Spieltag in der roten Gruppe begann mit zwei Spielen auf de_overpass, SK Gaming stellte mit dem 16:9-Sieg gegen Ninjas in Pyjamas die Weichen auf die KO-Runde, North hingegen sammelte in seinem vorletzten Spiel der Gruppenphase erst die ersten Punkte mit einem 16:11-Sieg gegen OpTic Gaming. Eine 16:13-Niederlage der Ninjas in Pyjamas gegen Misfits beendete die Playoff-Träume der Schweden, dagegen konnten die Amerikaner immer mehr mit der KO-Runde rechnen. Auch SK Gaming sicherte sich einen Playoff-Platz mit einem 16:9-Sieg gegen NRG. Mit einem 16:7-Sieg gegen Misfits sicherte sich SK Gaming den ersten Tabellenplatz und damit den Einzug ins Halbfinale. Ein überlegener 16:3-Sieg auf de_cobblestone gegen NRG sicherte OpTic Gaming den zweiten Tabellenplatz und vervollständigte damit das Playoff-Bild.
| Rang | Team              | S | S. n. V. | N. n. V. | N | R+ | R- | R±  | Pkt. |
| ---- | ----------------- | - | -------- | -------- | - | -- | -- | --- | ---- |
| 1    | SK Gaming         | 4 | 0        | 0        | 1 | 78 | 48 | +30 | 12   |
| 2    | OpTic Gaming      | 3 | 0        | 0        | 2 | 73 | 59 | +14 | 9    |
| 3    | Misfits           | 3 | 0        | 0        | 2 | 65 | 65 | ±0  | 9    |
| 4    | NRG eSports       | 2 | 0        | 0        | 3 | 55 | 71 | −16 | 6    |
| 5    | Ninjas in Pyjamas | 1 | 1        | 0        | 3 | 68 | 77 | −9  | 5    |
| 6    | North             | 1 | 0        | 1        | 3 | 56 | 75 | −19 | 4    |

Zusammenfassend hielt die Gruppenphase der EPL Season 6 einiges an Überraschungen bereit, allen voran das dominante Auftreten der HellRaisers, die in der regulären Saison erst am letzten Spieltag die Teilnahme am Offline-Turnier fixieren konnten. Aus Sicht der Gastgeber muss das Ausscheiden beider dänischer Teams noch vor dem vor Publikum ausgetragenen KO-Runden als überraschende Enttäuschung bezeichnet werden.

### Playoffs
| Team 1    | - | Team 2       | Ergebnis | Map |
| --------- | - | ------------ | -------- | --- |
| Fnatic    | – | OpTic Gaming | 14:16    | inf |
| Fnatic    | – | OpTic Gaming | 16:10    | trn |
| Fnatic    | – | OpTic Gaming | 16:14    | mrg |
| Misfits   | – | HellRaisers  | 22:18    | cbl |
| Misfits   | – | HellRaisers  | 16:6     | ovp |
| FaZe Clan | – | Fnatic       | 16:7     | mrg |
| FaZe Clan | – | Fnatic       | 16:10    | ovp |
| SK Gaming | – | Misfits      | 16:6     | cbl |
| SK Gaming | – | Misfits      | 16:5     | ovp |
| FaZe Clan | – | SK Gaming    | 16:13    | inf |
| FaZe Clan | – | SK Gaming    | 11:16    | ovp |
| FaZe Clan | – | SK Gaming    | 9:16     | mrg |
| FaZe Clan | – | SK Gaming    | 16:19    | trn |

Das erste Viertelfinale war das rein europäische Aufeinandertreffen zwischen Optic Gaming und fnatic. Nach einem knappen Sieg von Optic auf de_inferno, konnten die Schweden sowohl de_train, als auch de_mirage in umkämpften Partien für sich entscheiden und damit ins Semifinale aufsteigen. Das zweite Viertelfinale zwischen HellRaisers und Misfits begann mit einem spannenden Spiel auf de_cbble, das erst nach doppelter Verlängerung 22:18 zugunsten der Amerikaner entschieden wurde. Auf de_overpass war das Entscheidungsspiel eine klare Angelegenheit (16:6) für das Team Misfits, die nun im Semifinale auf SK Gaming treffen sollten.
Im Halbfinale gab es zwei klare Favoritensiege. Im ersten Semifinale konnte der FaZe Clan den Finaleinzug in nur zwei Maps entscheiden, das Team rund um Olof „olofmeister“ Kajbjer gewann mit 16:7 und 16:10 gegen dessen ehemaliges Team fnatic. Das zweite Semifinale war das rein amerikanische Duell zwischen SK Gaming und Misfits, hier gestaltete sich die Angelegenheit noch eindeutiger. Die Nordamerikaner konnten in zwei Maps nur sieben Rundensiege für sich verbuchen, SK Gaming stieg daher mit 16:6- und 16:1-Siegen in das große Finale auf.
Das große Finale war das erwartete Aufeinandertreffen der beiden großen Favoriten FaZe Clan und SK Gaming, das von Beginn an spannend verlief. Auf de_inferno konnte FaZe nach zwei knappen Halbzeiten (8:7, 8:6) den ersten Punkt für sich verbuchen. Auf de_overpass konnte FaZe wieder die erste Halbzeit auf der CT-Seite 8:7 für sich entscheiden, die zweite Halbzeit brachte eine dominate Leistung von SK Gaming, die in Folge mit 11:16 den Ausgleich erringen konnten. Auf de_mirage war schon zum Seitenwechsel (2:13) alles für SK Gaming entschieden, herausragend dabei war die Leistung des In-Game-Leaders Gabriel „FalleN“ Toledo, der in allen relevanten Statistiken den Bestwert erzielte und mit einem Performance Rating (2.0) von 1.46 die beste Leistung des gesamten Finales ablieferte. SK Gaming nutzte in Folge bereits das erste Entscheidungsspiel auf de_train, wobei auch hier ein spannenderer Verlauf nicht möglich gewesen wäre. Nach zwei ausgeglichenen Halbzeiten (7:8, 8:7), musste in der Verlängerung eine Entscheidung gefunden werden. Hier konnte der FaZe Clan nur einen Punkt für sich verbuchen, damit gewann SK Gaming schlussendlich mit 19:16 und krönte sich damit zum Meister der EPL Season 6.
|  | Viertelfinale      | Viertelfinale | Viertelfinale | Viertelfinale | Viertelfinale |  |  | Halbfinale         | Halbfinale | Halbfinale | Halbfinale | Halbfinale |                   |           | Finale    | Finale | Finale | Finale | Finale | Finale | Finale |
|  |                    |               |               |               |               |  |  |                    |            |            |            |            |                   |           |           |        |        |        |        |        |        |
|  |                    |               |               |               |               |  |  | Europaische Union  | FaZe Clan  | 16         | 16         | -          |                   |           |           |        |        |        |        |        |        |
|  | Vereinte Nationen  | Optic Gaming  | 16            | 10            | 14            |  |  | Schweden           | fnatic     | 7          | 10         | -          |                   |           |           |        |        |        |        |        |        |
|  | Schweden           | fnatic        | 14            | 16            | 16            |  |  |                    |            |            |            |            | Europaische Union | FaZe Clan | 16        | 11     | 9      | 16     | -      |        |        |
|  |                    |               |               |               |               |  |  |                    |            |            |            |            |                   | Brasilien | SK Gaming | 13     | 16     | 16     | 19     | -      |        |
|  |                    |               |               |               |               |  |  | Brasilien          | SK Gaming  | 16         | 16         | -          |                   |           |           |        |        |        |        |        |        |
|  | Europaische Union  | HellRaisers   | 18            | 6             | -             |  |  | Vereinigte Staaten | Misfits    | 6          | 1          | -          |                   |           |           |        |        |        |        |        |        |
|  | Vereinigte Staaten | Misfits       | 22            | 16            | -             |  |  |                    |            |            |            |            |                   |           |           |        |        |        |        |        |        |

### Preisgeldverteilung
| Final Standings | Final Standings          | Final Standings   |
| Platz           | Preisgeld (in US-Dollar) | Team              |
| --------------- | ------------------------ | ----------------- |
| 1.              | 225.000                  | SK Gaming         |
| 2.              | 100.000                  | FaZe Clan         |
| 3. – 4.         | 60.000                   | Misfits           |
| 3. – 4.         | 60.000                   | Fnatic            |
| 5. – 6.         | 45.000                   | OpTic Gaming      |
| 5. – 6.         | 45.000                   | HellRaisers       |
| 7. – 8.         | 40.000                   | NRG eSports       |
| 7. – 8.         | 40.000                   | Luminosity Gaming |
| 9. – 10.        | 35.000                   | Ninjas in Pyjamas |
| 9. – 10.        | 35.000                   | Astralis          |
| 11. – 12.       | 32.500                   | North             |
| 11. – 12.       | 32.500                   | Team Liquid       |

## Playoffs und Relegation
Die beiden Meister der zweitklassigen EU Premier League Season 26 steigen direkt in die EPL Season 7 auf. Die zweit- und drittplatzierten spielen in der Relegation gegen Platz 12 und 13 der EPL Season 6.

### Playoffs der ESEA Premier League Season 26
Den direkten Aufstiegsplatz konnte sich in der europäischen Division AGO Gaming sichern, in Nordamerika war es SoaR die einen Fixplatz für die EPL Season 7 erhielten. SoaR löste sich in Folge auf, die Spieler wurden daraufhin vom Team Dignitas übernommen welche nun stattdessen an der EPL teilnehmen.
| Name         | ESEA Season 26: Premier Division - Europe | ESEA Season 26: Premier Division - North America |
| ------------ | ----------------------------------------- | ------------------------------------------------ |
| Veranstalter | E-Sports Entertainment Association        | E-Sports Entertainment Association               |
| Zeit         | 27. September – 16. November 2017         | 26. September – 16. November 2017                |
| Sieger       | AGO Gaming                                | SoaR 1                                           |
| Finalist     | eXtatus                                   | Rise Nation                                      |
| Dritter      | Space Soldiers                            | GX                                               |

### Relegation
Die Relegation der ESL Pro League wurde großteils offline in New York City gespielt, wobei in einem Double-Elimination-System die zwei verbleibenden Teams pro Division bestimmt wurden.

#### EU Relegation
Da wegen eines Schneesturms Godsent zunächst nicht anreisen konnte, mussten Teile der EU Relegation nachgeholt werden und online ausgetragen werden. Dabei setzte sich im oberen Turnierbaum Natus Vincere gegen Godsent durch und konnte sich damit den EPL Season 7 Teilnahmeplatz sichern. Im unteren Turnierbaum eliminierte das Team Space Soldiers zunächst eXtatus und im Qualifikationsspiel Godsent, damit wird das türkische Team erstmals an der ESL Pro League teilnehmen.
|  | Halbfinale | Halbfinale     | Halbfinale | Halbfinale | Halbfinale |  |  | Qualifikationsspiel | Qualifikationsspiel | Qualifikationsspiel | Qualifikationsspiel | Qualifikationsspiel |
|  |            |                |            |            |            |  |  |                     |                     |                     |                     |                     |
|  |            |                |            |            |            |  |  |                     |                     |                     |                     |                     |
|  | Turkei     | Space Soldiers | 10         | 16         | 8          |  |  |                     |                     |                     |                     |                     |
|  | Ukraine    | Natus Vincere  | 16         | 14         | 16         |  |  |                     |                     |                     |                     |                     |
|  |            |                |            |            |            |  |  | Ukraine             | Natus Vincere       | 16                  | 14                  | 16                  |
|  |            |                |            |            |            |  |  | Schweden            | Godsent             | 10                  | 16                  | 14                  |
|  | Schweden   | Godsent        | 16         | 10         | 16         |  |  |                     |                     |                     |                     |                     |
|  | Slowakei   | eXtatus        | 11         | 16         | 9          |  |  |                     |                     |                     |                     |                     |
|  |            |                |            |            |            |  |  |                     |                     |                     |                     |                     |

|  | Eliminierungsmatch | Eliminierungsmatch | Eliminierungsmatch | Eliminierungsmatch | Eliminierungsmatch |  |  | Qualifikationsspiel | Qualifikationsspiel | Qualifikationsspiel | Qualifikationsspiel | Qualifikationsspiel |
|  |                    |                    |                    |                    |                    |  |  |                     |                     |                     |                     |                     |
|  |                    |                    |                    |                    |                    |  |  | Schweden            | Godsent             | 4                   | 16                  | -                   |
|  | Turkei             | Space Soldiers     | 16                 | 22                 | -                  |  |  | Turkei              | Space Soldiers      | 16                  | 19                  | -                   |
|  | Slowakei           | eXtatus            | 6                  | 19                 | -                  |  |  |                     |                     |                     |                     |                     |

#### NA Relegation
In der nordamerikanischen Division konnten sowohl Ghost Gaming, als auch Rogue ihren Teilnahmeplatz an der EPL verteidigen.
|  | Halbfinale         | Halbfinale   | Halbfinale | Halbfinale | Halbfinale |  |  | Qualifikationsspiel | Qualifikationsspiel | Qualifikationsspiel | Qualifikationsspiel | Qualifikationsspiel |
|  |                    |              |            |            |            |  |  |                     |                     |                     |                     |                     |
|  |                    |              |            |            |            |  |  |                     |                     |                     |                     |                     |
|  | Kanada             | Ghost Gaming | 16         | 14         | 16         |  |  |                     |                     |                     |                     |                     |
|  | Kanada             | Rise Nation  | 13         | 16         | 6          |  |  |                     |                     |                     |                     |                     |
|  |                    |              |            |            |            |  |  | Kanada              | Ghost Gaming        | 16                  | 16                  | -                   |
|  |                    |              |            |            |            |  |  | Vereinigte Staaten  | Rogue               | 11                  | 7                   | -                   |
|  | Vereinigte Staaten | GX           | 6          | 9          | -          |  |  |                     |                     |                     |                     |                     |
|  | Vereinigte Staaten | Rogue        | 16         | 16         | -          |  |  |                     |                     |                     |                     |                     |
|  |                    |              |            |            |            |  |  |                     |                     |                     |                     |                     |

|  | Eliminierungsmatch | Eliminierungsmatch | Eliminierungsmatch | Eliminierungsmatch | Eliminierungsmatch |  |  | Qualifikationsspiel | Qualifikationsspiel | Qualifikationsspiel | Qualifikationsspiel | Qualifikationsspiel |
|  |                    |                    |                    |                    |                    |  |  |                     |                     |                     |                     |                     |
|  |                    |                    |                    |                    |                    |  |  | Kanada              | Rise Nation         | 17                  | 12                  | -                   |
|  | Kanada             | Rise Nation        | 16                 | 16                 | -                  |  |  | Vereinigte Staaten  | Rogue               | 19                  | 16                  | -                   |
|  | Vereinigte Staaten | GX                 | 14                 | 10                 | -                  |  |  |                     |                     |                     |                     |                     |

## Trivia
Der Veranstalter hat im Laufe des Turniers sein Regelwerk bezüglich der Spieler-Transferregulationen geändert. Erst vor der Saison wurde die Anzahl der erlaubten Lineup-Änderungen auf zwei heruntergesetzt, aufgrund der Komplikationen rund um das Team Immortals wurde den Mannschaften jedoch während der Saison ein dritter Transfer genehmigt.